# Эскальдес-Энгордань
Эскальдес-Энгордань (Escaldes-Engordany) — одна из семи общин Андорры. Расположена на юго-востоке страны. Одноимённый город Эскальдес фактически слит со столицей Андорра-ла-Велья. Основная достопримечательность — терморазвлекательный комплекс «Кальдеа». В общине базируется футбольная команда «Энгордань».

## Населённые пункты общины
| № | Населённые пункты   | Население, чел. (2012) |
| - | ------------------- | ---------------------- |
| 1 | Эскальдес-Энгордань | 14 282                 |